# 이종욱글로벌의학센터

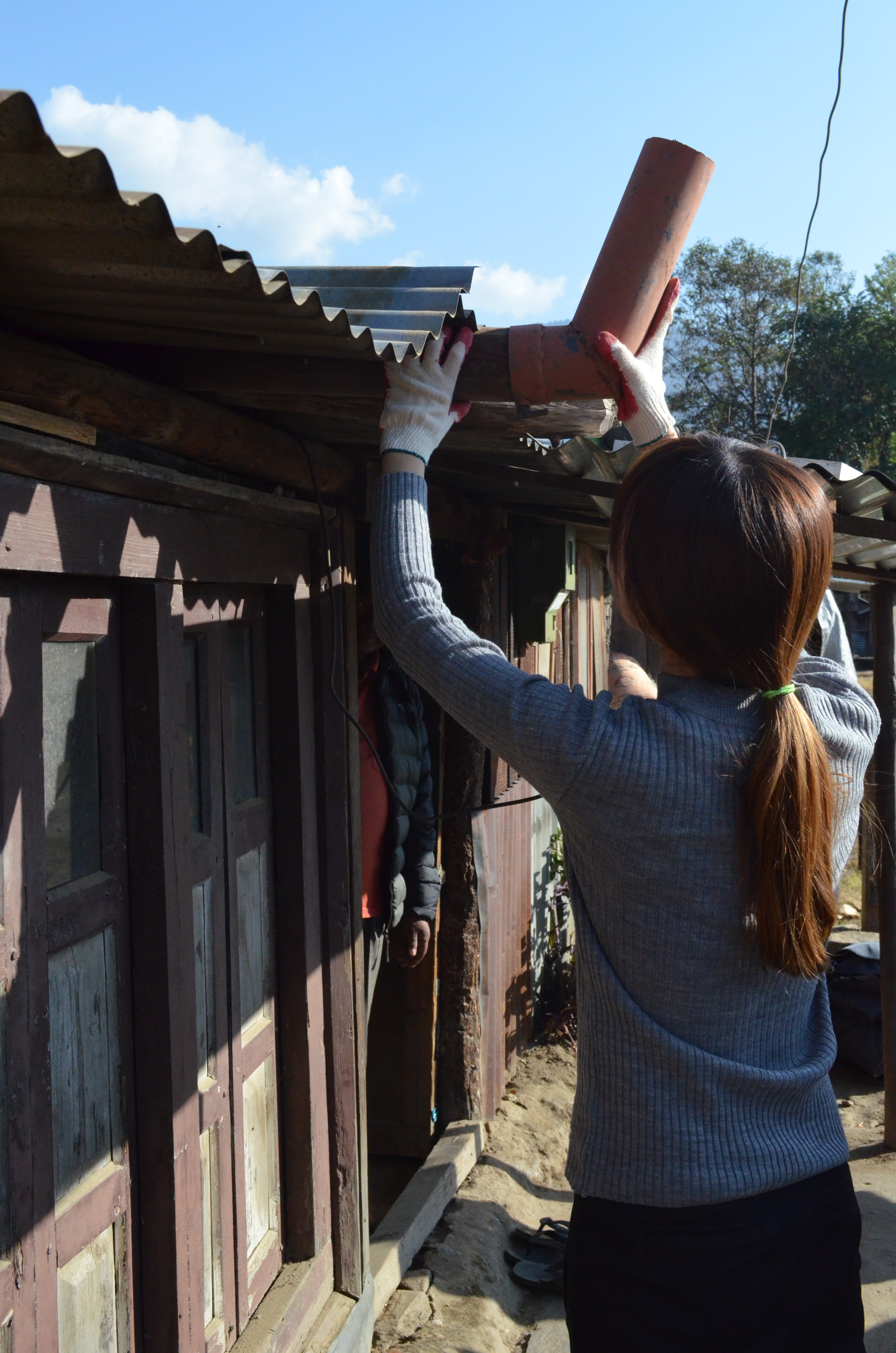
이종욱글로벌의학센터가 네팔 현지인들의 주거 환경을 개선하기 위해 굴뚝을 설치하고 있다. 굴뚝이 부재하여 발생하는 폐질환률을 감소하기 위한 사업이다.

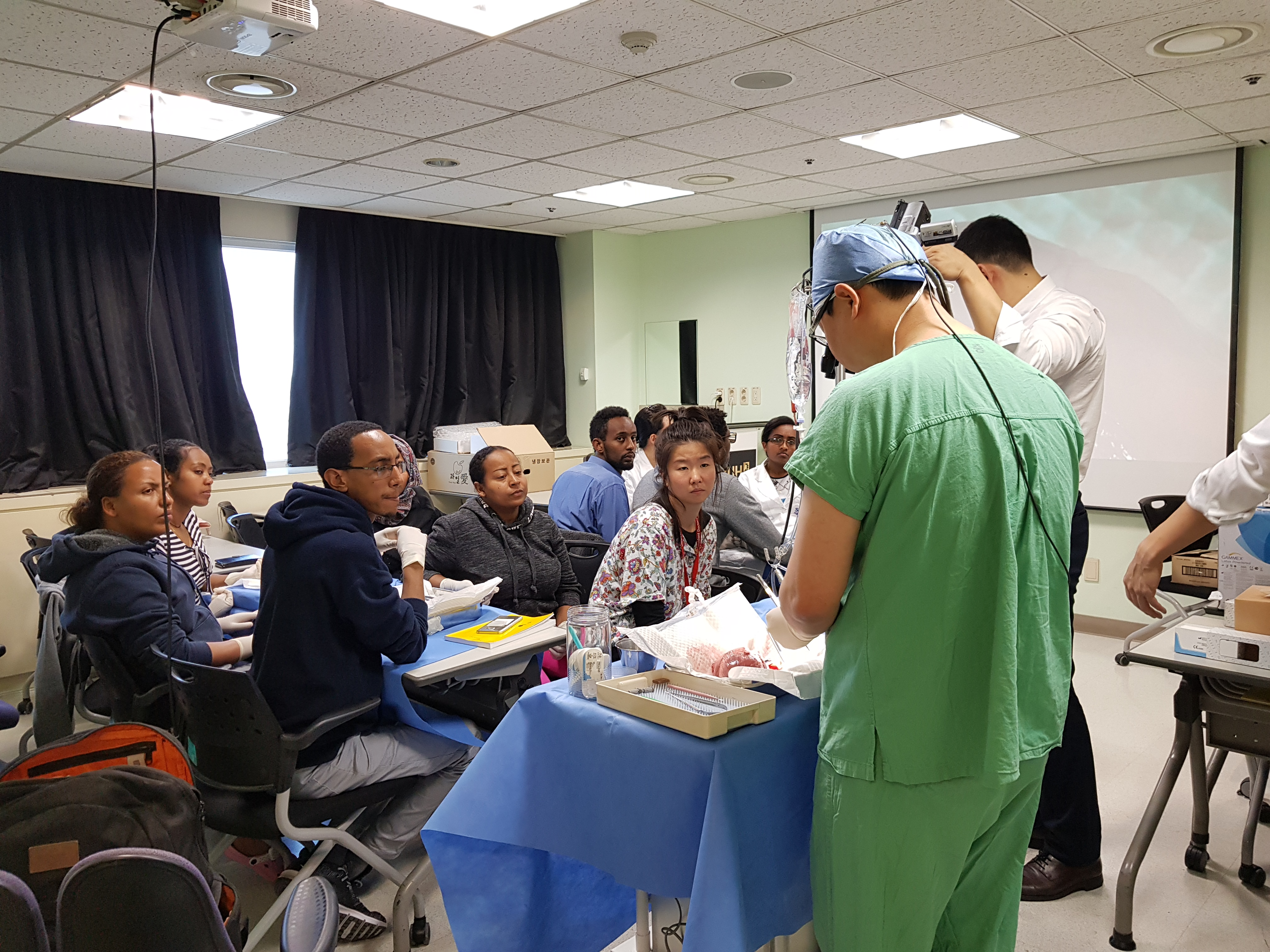
이종욱글로벌의학센터가 초청연수를 통해 현지 의료진들에게 의료 술기를 전수하고 있다.

이종욱글로벌의학센터(JW LEE Center for Global Medicine)는 
서울대학교 의과대학 산하의 연구소로, 국제보건 분야 연구 및 보건의료정책 컨설팅을 위해 설립되었다.  
국제보건의료에 헌신한 故 이종욱 제6대 세계보건기구 사무총장(1976년 제30회 졸업)의 뜻을 이어 국제사회에 기여하고자 설립되었다. 센터의 이름은 이종욱 사무총장을 기념하는 의미를 가지고 있다.
의료취약국 의료인 역량강화 교육과 임상 연수 프로그램을 운영하고, 국제보건의료분야의 주요 주제에 대한 연구를 수행하며, 국내외 학생들을 대상으로 한 교육 프로그램을 제공하고 있다.  
개발도상국과 연계하여 병원역량강화, 감염관리, 일차의료 및 지역사회 보건의료인력 교육 등 다양한 사업을 담당한다. 
네팔, 라오스, 몽골, 베트남, 우즈베키스탄, 에티오피아, 코트디부아르, 피지에 의료교육, 술기전수, 의료물품을 제공한다.    
서울대학교 의과대학 국제관에 위치하고 있으며 사업마다 의료진 모집, 인턴쉽, 학생 참여 강의 등 활발한 외부 활동을 진행하고 있다.    

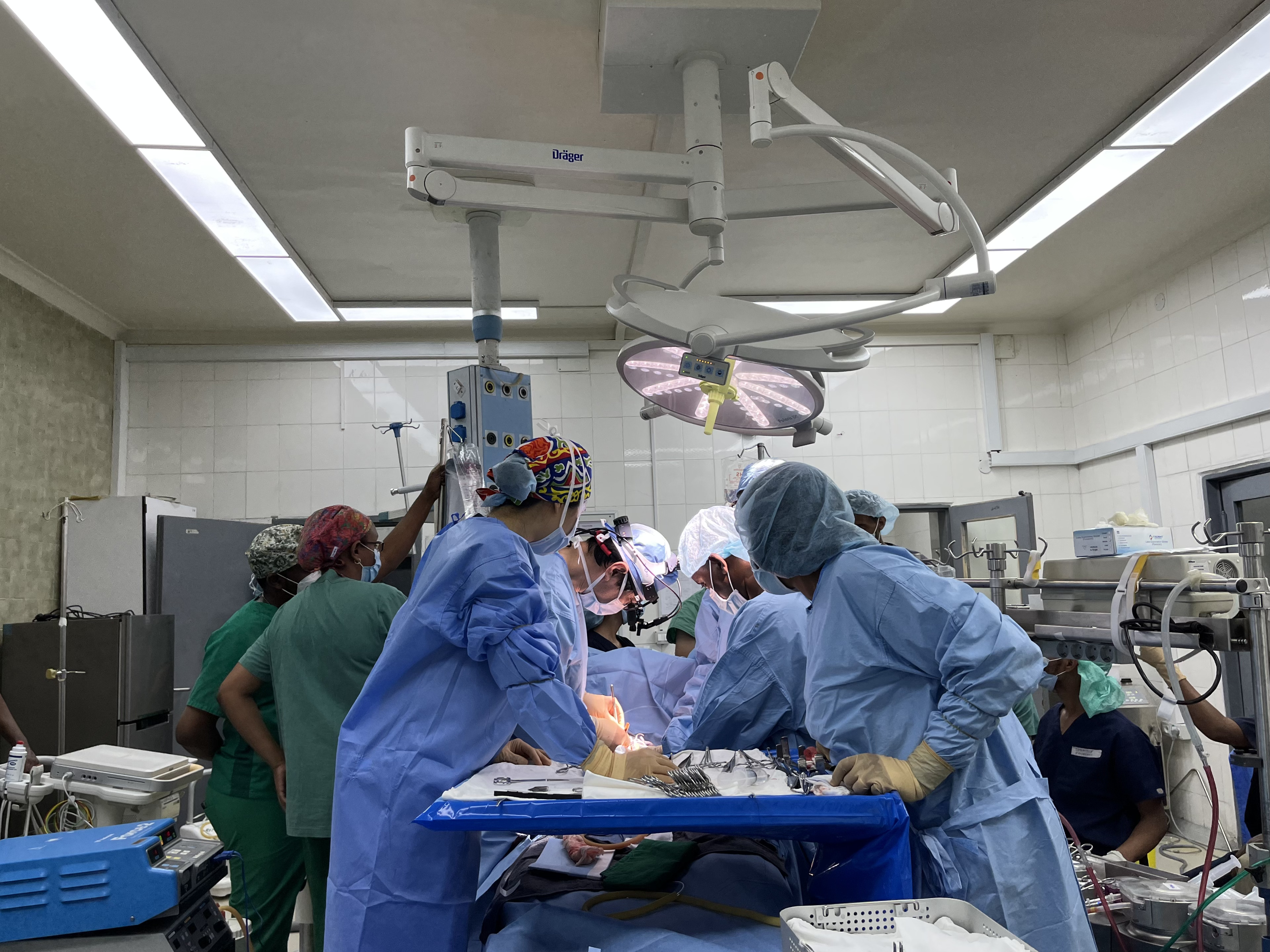
이종욱글로벌의학센터가 현지 환아들을 수술하고 있으며 현지 의료진에 술기를 전수하고 있다.

인턴십 공고 바로 가기
홈페이지 바로 가기

인스타그램 바로 가기
페이스북 바로 가기
트위터 바로 가기

홈페이지:  jwleecenter.org

## 같이 보기
- 이종욱 (의료인)